# Anglo-Welsh Cup 2016/17
Der Anglo-Welsh Cup 2016/17 war die 45. Ausgabe des Anglo-Welsh Cup, einer der wichtigsten Rugby-Union-Pokalwettbewerben in Großbritannien. Es waren 16 Teams aus England und Wales beteiligt. Der Wettbewerb begann am 4. November 2016, das Finale fand am 19. März 2016 in The Stoop in London statt.

## Teilnehmer
Teilnahmeberechtigt waren folgende Teams:
- die 12 Mannschaften der English Premiership in England
- die 4 Mannschaften der Pro12 aus Wales

## Modus
Es gab vier Gruppen mit je vier Teams. Dabei wurden jeweils zwei Gruppen verbunden, wobei die vier Mannschaften aus einer Gruppe nicht gegeneinander spielten, sondern sie trafen die vier Mannschaften aus der anderen Gruppe. Anschließend trafen die vier Gruppensieger in zwei Halbfinals aufeinander. Der Pokalsieger wurde im Finale ermittelt. In der Gruppenphase erhielten die Teams:
- vier Punkte für einen Sieg
- zwei Punkte für ein Unentschieden
- einen Bonuspunkt bei vier oder mehr Versuchen
- einen Bonuspunkt bei einer Niederlage mit sieben oder weniger Punkten Differenz

## Gruppenphase
In dieser Saison wurden die Gruppe 1 und 4, auch 2 und 3 verbunden.

### Gruppe 1 und 4
|    | Team                  | Spiele | Siege | Unent. | Ndlg. | Spiel- punkte | Diff. | Bonus- punkte | Tabellen- punkte |
| -- | --------------------- | ------ | ----- | ------ | ----- | ------------- | ----- | ------------- | ---------------- |
| 1. | Saracens              | 4      | 3     | 0      | 1     | 122:91        | + 31  | 5             | 17               |
| 2. | Northampton Saints    | 4      | 3     | 0      | 1     | 113:66        | + 47  | 2             | 14               |
| 3. | Newport Gwent Dragons | 4      | 1     | 0      | 3     | 58:105        | − 47  | 1             | 5                |
| 4. | Bath Rugby            | 4      | 0     | 1      | 3     | 73:98         | − 25  | 2             | 4                |

|    | Team              | Spiele | Siege | Unent. | Ndlg. | Spiel- punkte | Diff. | Bonus- punkte | Tabellen- punkte |
| -- | ----------------- | ------ | ----- | ------ | ----- | ------------- | ----- | ------------- | ---------------- |
| 1. | Leicester Tigers  | 4      | 3     | 0      | 1     | 110:72        | + 38  | 1             | 13               |
| 2. | Gloucester Rugby  | 4      | 2     | 1      | 1     | 90:81         | + 9   | 2             | 12               |
| 3. | Newcastle Falcons | 4      | 2     | 0      | 2     | 68:74         | − 1   | 0             | 8                |
| 4. | Scarlets          | 4      | 1     | 0      | 3     | 92:139        | − 47  | 1             | 5                |

| 4. November 2016 19:45 WEZ | Bath Rugby | 20 : 21 | Leicester Tigers | Recreation Ground, Bath Zuschauer: 13.723 |
| 4. November 2016 19:45 WEZ |            |         |                  | Recreation Ground, Bath Zuschauer: 13.723 |

| 5. November 2016 15:00 WEZ | Gloucester Rugby | 36 : 32 | Saracens | Kingsholm Stadium, Gloucester Zuschauer: 11.660 |
| 5. November 2016 15:00 WEZ |                  |         |          | Kingsholm Stadium, Gloucester Zuschauer: 11.660 |

| 6. November 2016 15:00 WEZ | Newcastle Falcons | 16 : 24 | Northampton Saints | Kingston Park, Newcastle upon Tyne Zuschauer: 4.257 |
| 6. November 2016 15:00 WEZ |                   |         |                    | Kingston Park, Newcastle upon Tyne Zuschauer: 4.257 |

| 11. November 2016 19:05 WEZ | Scarlets | 44 : 21 | Bath Rugby | Parc y Scarlets, Llanelli Zuschauer: 3.538 |
| 11. November 2016 19:05 WEZ |          |         |            | Parc y Scarlets, Llanelli Zuschauer: 3.538 |

| 12. November 2016 13:00 WEZ | Saracens | 29 : 18 | Newcastle Falcons | Allianz Park, London Zuschauer: 7.807 |
| 12. November 2016 13:00 WEZ |          |         |                   | Allianz Park, London Zuschauer: 7.807 |

| 12. November 2016 15:00 WEZ | Northampton Saints | 19 : 13 | Gloucester Rugby | Franklin’s Gardens, Northampton Zuschauer: 14.011 |
| 12. November 2016 15:00 WEZ |                    |         |                  | Franklin’s Gardens, Northampton Zuschauer: 14.011 |

| 12. November 2016 15:00 WEZ | Leicester Tigers | 42 : 3 | Newport Gwent Dragons | Welford Road Stadium, Leicester Zuschauer: 18.750 |
| 12. November 2016 15:00 WEZ |                  |        |                       | Welford Road Stadium, Leicester Zuschauer: 18.750 |

| 18. November 2016 19:30 WEZ | Newport Gwent Dragons | 36 : 21 | Scarlets | Rodney Parade, Newport Zuschauer: 3.539 |
| 18. November 2016 19:30 WEZ |                       |         |          | Rodney Parade, Newport Zuschauer: 3.539 |

| 27. Januar 2017 19:05 WEZ | Scarlets | 17 : 32 | Saracens | Parc y Scarlets, Llanelli Zuschauer: 3.796 |
| 27. Januar 2017 19:05 WEZ |          |         |          | Parc y Scarlets, Llanelli Zuschauer: 3.796 |

| 27. Januar 2017 19:45 WEZ | Bath Rugby | 17 : 17 | Gloucester Rugby | Recreation Ground, Bath Zuschauer: 12.680 |
| 27. Januar 2017 19:45 WEZ |            |         |                  | Recreation Ground, Bath Zuschauer: 12.680 |

| 28. Januar 2017 15:00 WEZ | Leicester Tigers | 27 : 20 | Northampton Saints | Welford Road Stadium, Leicester Zuschauer: 25.849 |
| 28. Januar 2017 15:00 WEZ |                  |         |                    | Welford Road Stadium, Leicester Zuschauer: 25.849 |

| 29. Januar 2017 15:00 WEZ | Newport Gwent Dragons | 6 : 18 | Newcastle Falcons | Rodney Parade, Newport Zuschauer: 3.746 |
| 29. Januar 2017 15:00 WEZ |                       |        |                   | Rodney Parade, Newport Zuschauer: 3.746 |

| 3. Februar 2017 19:45 WEZ | Northampton Saints | 50 : 10 | Scarlets | Franklin’s Gardens, Northampton Zuschauer: 13.177 |
| 3. Februar 2017 19:45 WEZ |                    |         |          | Franklin’s Gardens, Northampton Zuschauer: 13.177 |

| 4. Februar 2017 15:00 WEZ | Newcastle Falcons | 16 : 15 | Bath Rugby | Kingston Park, Newcastle upon Tyne Zuschauer: 3.984 |
| 4. Februar 2017 15:00 WEZ |                   |         |            | Kingston Park, Newcastle upon Tyne Zuschauer: 3.984 |

| 4. Februar 2017 15:00 WEZ | Gloucester Rugby | 24 : 13 | Newport Gwent Dragons | Kingsholm Stadium, Gloucester Zuschauer: 8.310 |
| 4. Februar 2017 15:00 WEZ |                  |         |                       | Kingsholm Stadium, Gloucester Zuschauer: 8.310 |

| 5. Februar 2017 16:00 WEZ | Saracens | 29 : 20 | Leicester Tigers | Allianz Park, London Zuschauer: 8.734 |
| 5. Februar 2017 16:00 WEZ |          |         |                  | Allianz Park, London Zuschauer: 8.734 |

### Gruppe 2 und 3
|    | Team               | Spiele | Siege | Unent. | Ndlg. | Spiel- punkte | Diff. | Bonus- punkte | Tabellen- punkte |
| -- | ------------------ | ------ | ----- | ------ | ----- | ------------- | ----- | ------------- | ---------------- |
| 1. | Exeter Chiefs      | 4      | 3     | 0      | 1     | 164:66        | + 98  | 3             | 15               |
| 2. | Ospreys            | 4      | 3     | 0      | 1     | 94:58         | + 36  | 3             | 15               |
| 3. | Sale Sharks        | 4      | 3     | 0      | 1     | 82:52         | + 30  | 1             | 13               |
| 4. | Worcester Warriors | 4      | 2     | 0      | 2     | 116:153       | − 37  | 3             | 11               |

|    | Team          | Spiele | Siege | Unent. | Ndlg. | Spiel- punkte | Diff. | Bonus- punkte | Tabellen- punkte |
| -- | ------------- | ------ | ----- | ------ | ----- | ------------- | ----- | ------------- | ---------------- |
| 1. | Harlequins    | 4      | 3     | 0      | 1     | 82:62         | + 20  | 2             | 14               |
| 2. | Wasps RFC     | 4      | 1     | 0      | 3     | 102:110       | − 8   | 2             | 6                |
| 3. | Bristol Rugby | 4      | 1     | 0      | 3     | 72:97         | − 25  | 2             | 6                |
| 4. | Cardiff Blues | 4      | 0     | 0      | 4     | 73:187        | − 114 | 2             | 2                |

| 4. November 2016 19:45 WEZ | Worcester Warriors | 31 : 25 | Bristol Rugby | Sixways Stadium, Worcester Zuschauer: 6.331 |
| 4. November 2016 19:45 WEZ |                    |         |               | Sixways Stadium, Worcester Zuschauer: 6.331 |

| 4. November 2016 20:15 WEZ | Sale Sharks | 17 : 13 | Wasps RFC | AJ Bell Stadium, Salford Zuschauer: 6.668 |
| 4. November 2016 20:15 WEZ |             |         |           | AJ Bell Stadium, Salford Zuschauer: 6.668 |

| 5. November 2016 17:30 WEZ | Harlequins | 29 : 15 | Exeter Chiefs | The Stoop, London Zuschauer: 8.000 |
| 5. November 2016 17:30 WEZ |            |         |               | The Stoop, London Zuschauer: 8.000 |

| 11. November 2016 19:35 WEZ | Ospreys | 12 : 15 | Harlequins | St Helen’s Rugby and Cricket Ground, Swansea Zuschauer: 3.127 |
| 11. November 2016 19:35 WEZ |         |         |            | St Helen’s Rugby and Cricket Ground, Swansea Zuschauer: 3.127 |

| 11. November 2016 19:45 WEZ | Bristol Rugby | 26 : 11 | Sale Sharks | Ashton Gate Stadium, Bristol Zuschauer: 7.350 |
| 11. November 2016 19:45 WEZ |               |         |             | Ashton Gate Stadium, Bristol Zuschauer: 7.350 |

| 13. November 2016 15:00 WEZ | Exeter Chiefs | 62 : 25 | Cardiff Blues | Sandy Park, Exeter Zuschauer: 9.595 |
| 13. November 2016 15:00 WEZ |               |         |               | Sandy Park, Exeter Zuschauer: 9.595 |

| 13. November 2016 15:00 WEZ | Wasps RFC | 62 : 10 | Worcester Warriors | Ricoh Arena, Coventry Zuschauer: 12.007 |
| 13. November 2016 15:00 WEZ |           |         |                    | Ricoh Arena, Coventry Zuschauer: 12.007 |

| 18. November 2016 19:15 WEZ | Cardiff Blues | 7 : 31 | Ospreys | Cardiff Arms Park, Cardiff Zuschauer: 4.094 |
| 18. November 2016 19:15 WEZ |               |        |         | Cardiff Arms Park, Cardiff Zuschauer: 4.094 |

| 27. Januar 2017 20:15 WEZ | Sale Sharks | 41 : 3 | Cardiff Blues | AJ Bell Stadium, Salford Zuschauer: 3.498 |
| 27. Januar 2017 20:15 WEZ |             |        |               | AJ Bell Stadium, Salford Zuschauer: 3.498 |

| 28. Januar 2017 15:00 WEZ | Ospreys | 20 : 14 | Bristol Rugby | Brewery Field, Bridgend Zuschauer: 3.352 |
| 28. Januar 2017 15:00 WEZ |         |         |               | Brewery Field, Bridgend Zuschauer: 3.352 |

| 28. Januar 2017 15:00 WEZ | Worcester Warriors | 22 : 28 | Harlequins | Sixways Stadium, Worcester Zuschauer: 7.114 |
| 28. Januar 2017 15:00 WEZ |                    |         |            | Sixways Stadium, Worcester Zuschauer: 7.114 |

| 28. Januar 2017 15:00 WEZ | Exeter Chiefs | 52 : 5 | Wasps RFC | Sandy Park, Exeter Zuschauer: 10.551 |
| 28. Januar 2017 15:00 WEZ |               |        |           | Sandy Park, Exeter Zuschauer: 10.551 |

| 3. Februar 2017 19:45 WEZ | Harlequins | 10 : 13 | Sale Sharks | The Stoop, London Zuschauer: 6.842 |
| 3. Februar 2017 19:45 WEZ |            |         |             | The Stoop, London Zuschauer: 6.842 |

| 4. Februar 2017 15:00 WEZ | Cardiff Blues | 38 : 53 | Worcester Warriors | Cardiff Arms Park, Cardiff Zuschauer: 1.370 |
| 4. Februar 2017 15:00 WEZ |               |         |                    | Cardiff Arms Park, Cardiff Zuschauer: 1.370 |

| 5. Februar 2017 15:00 WEZ | Bristol Rugby | 7 : 35 | Exeter Chiefs | Ashton Gate Stadium, Bristol Zuschauer: 8.875 |
| 5. Februar 2017 15:00 WEZ |               |        |               | Ashton Gate Stadium, Bristol Zuschauer: 8.875 |

| 5. Februar 2017 15:00 WEZ | Wasps RFC | 22 : 31 | Ospreys | Ricoh Arena, Coventry Zuschauer: 11.409 |
| 5. Februar 2017 15:00 WEZ |           |         |         | Ricoh Arena, Coventry Zuschauer: 11.409 |

## K.-o.-Runde
Halbfinale
| 11. März 2017 18:00 WEZ | Saracens                                         | 10 : 32        | Leicester Tigers | Allianz Park, London Zuschauer: 4.747 Schiedsrichter: Luke Pearce |
| 11. März 2017 18:00 WEZ | Versuche: Taylor 28. n.erh. Gallagher 59. n.erh. | (5:17) Bericht | Versuche: Worth 8. erh. Hamilton 39. erh. Genge 42. n.erh. Burns 68. erh. Erhöhungen: Burns (3/4) Straftritte: Burns (2/4) 26., 56. | Allianz Park, London Zuschauer: 4.747 Schiedsrichter: Luke Pearce |

| 12. März 2017 15:00 WEZ | Exeter Chiefs                                                                                                   | 24 : 7         | Harlequins                                       | Sandy Park, Exeter Zuschauer: 9.419 Schiedsrichter: Daniel Jones |
| 12. März 2017 15:00 WEZ | Versuche: Turner 9. erh. Bodilly 14. erh. Salvi 55. n.erh. S. Simmonds 76. n.erh. Erhöhungen: J. Simmonds (2/4) | (14:0) Bericht | Versuche: Waters 78. erh. Erhöhungen: Lang (1/1) | Sandy Park, Exeter Zuschauer: 9.419 Schiedsrichter: Daniel Jones |

Finale
| 19. März 2017 15:00 WEZ | Exeter Chiefs                                                         | 12 : 16        | Leicester Tigers                                                                        | The Stoop, London Schiedsrichter: Tom Foley |
| 19. März 2017 15:00 WEZ | Versuche: Short 15. n.erh. Simmonds 77. erh. Erhöhungen: Hooley (1/1) | (5:16) Bericht | Versuche: Brady 18. erh. Erhöhungen: Burns (1/1) Straftritte: Burns (3/3) 12., 25., 40. | The Stoop, London Schiedsrichter: Tom Foley |